# Ungureni, Bacău
Ungureni (în trecut, și Leca sau Leca-Ungureni) este satul de reședință al comunei cu același nume din județul Bacău, Moldova, România.